# Jean-Marie Proslier
Jean-Marie Proslier est un comédien, humoriste et écrivain français, né le 25 février 1928 à Montargis (Loiret) et mort le 15 novembre 1997 à Évreux (Eure). Cantonné à des rôles mineurs au cinéma, il manifeste un talent comique dans des sketches et même des spots publicitaires. En effet, son personnage le plus connu encore au xxie siècle est sans doute celui de Solcarlus, dans le film publicitaire Le Péplum promouvant le détergent Terra de S. C. Johnson et réalisé par Dino Risi.

## Biographie

### Jeunesse
Né dans une famille modeste, Jean-Marie Proslier étudie à Montargis, à l'école privée Saint-Louis.
Après la Seconde Guerre mondiale, il fonde un journal satirique local intitulé  Le Libérateur du Gâtinais, dont il s'improvise rédacteur en chef.

### Carrière artistique et littéraire
Ayant interrompu des études de lettres, il exerce plusieurs petits métiers tels que balayeur ou vendeur dans un grand magasin. Durant les années 1950, il débute dans le monde du spectacle. Au cabaret parisien Les Trois Baudets, il chante quelques-unes de ses œuvres.
Sa vie professionnelle évolue désormais sur scène :
- cabarets, où il monte des sketches ;
- théâtre, où il joue dans des opérettes ;
- cinéma, où il n'obtient que des rôles secondaires voire mineurs, dits « de troisième couteau ».

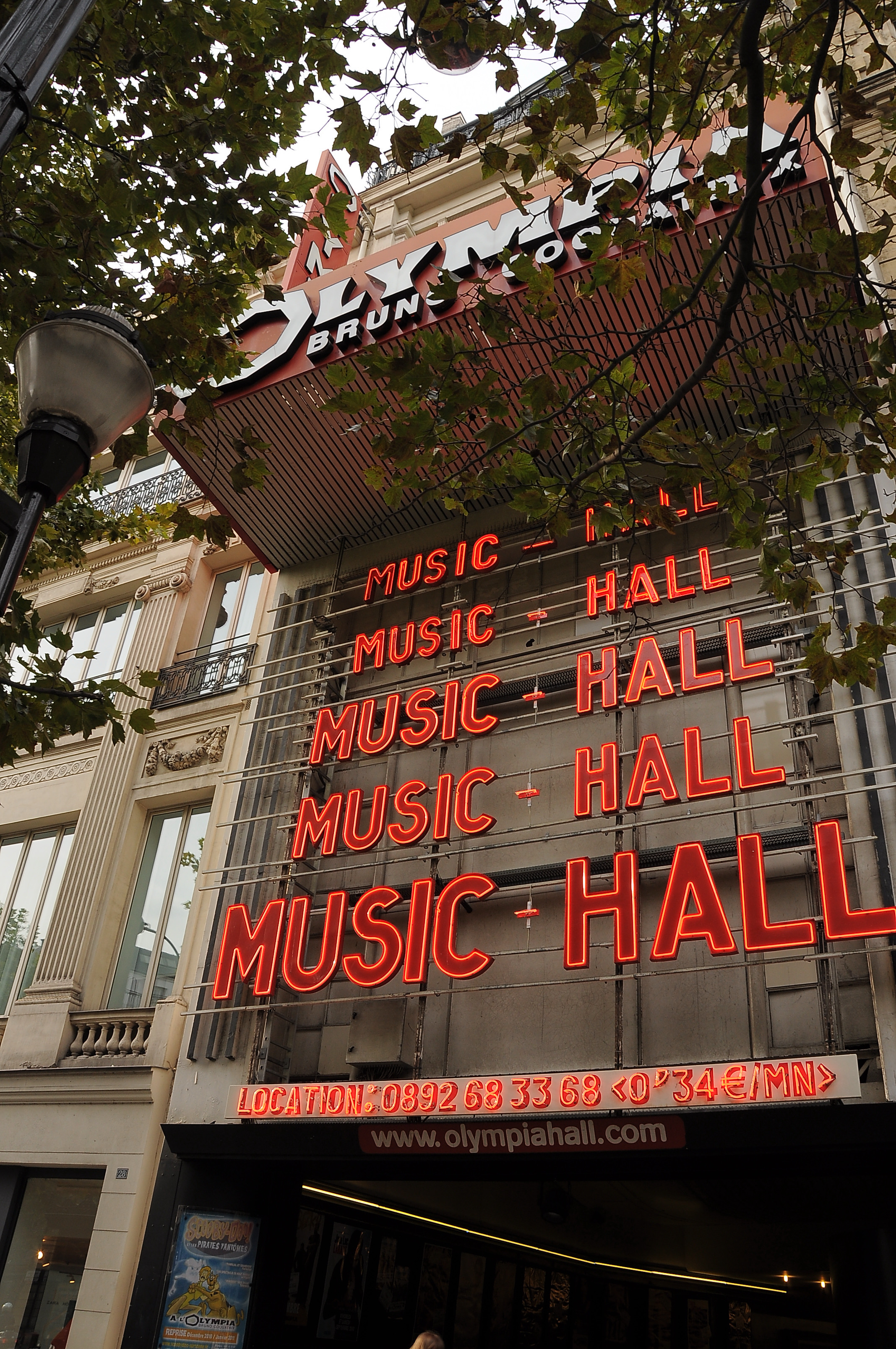
Jean-Marie Proslier présente de nombreux spectacles à lOlympia.

Aux théâtres parisiens du Châtelet et de Mogador, il incarne le « petit gros débonnaire » dans de nombreuses opérettes parmi lesquelles No, No, Nanette ; Le Pays du sourire ; Un rêve de valses.
À l'Olympia il présente durant de nombreuses années des spectacles organisés par le directeur Bruno Coquatrix, dont la dernière revue de Joséphine Baker,.
Durant les années 1970 et 1980 il gagne en notoriété en participant assez régulièrement, aux côtés d'autres artistes, à diverses émissions télévisées de divertissement ou de variétés :
- Musicolor, en 1968-1969 ;
- Les Jeux de 20 heures sur FR3, de 1976 à 1987[7] ;
- L'Académie des neuf sur Antenne 2, de 1982 à 1987 ;
- plusieurs spectacles de Jacques Martin, Guy Lux et Michel Drucker, où il interprète ses propres sketches.

Au cinéma sa carrière ressemble à celle de son ami Paul Préboist : il apparaît dans un grand nombre de films modestes, en seconds rôles, pour rarement plus de cinq minutes ; bien souvent il n'est même qu'une simple silhouette, un « troisième couteau ». Après 1985, une fois passée la vogue des films « franchouillards » à petit budget où ont excellé des réalisateurs tels Richard Balducci, Max Pécas ou Claude Zidi, les temps deviennent difficiles pour un acteur comme Jean-Marie Proslier, abonné aux rôles mineurs.
Il ne néglige pas le théâtre, interprétant notamment en 1977 Gladys 'Ma' Grissom dans Pas d'orchidée pour miss Blandish sur un texte de Frédéric Dard, d'après James Hadley Chase et dans une mise en scène de Robert Hossein.
Après 1989 il n'obtint plus aucun rôle au cinéma et revient au cabaret. En parallèle, il se consacre à la publicité. À la fin des années 1980, sa participation au spot d'un produit d'entretien pour carrelages le confirme dans ce domaine.
Il se livre aussi à l'écriture et fait paraître une dizaine de livres dont Vieucon et son chien, qui obtient le prix Alphonse-Allais en 1985 ; Excusez-moi si je vous demande pardon (1986) ; Les Mots de la fin (1987), un recueil de phrases prononcées avant de mourir par des personnages célèbres.
Il quitte le monde du spectacle en 1994.

### Autres activités
Jean-Marie Proslier se fait aussi connaître comme restaurateur. Il exploite Le Beaubourgeois, un établissement situé près du centre Beaubourg, dans le quartier parisien du Marais - l'endroit tient également lieu de salle de spectacle où il se produit lui-même. Il le vend pour ouvrir Le Chaland, un restaurant aménagé sur une péniche amarrée au port de Suffren.

### Fin de vie
À Paris, Jean-Marie Proslier habite une maison avec jardin dans le quartier des Batignolles. Il possède une maison de campagne à la Chapelle-Montligeon, dans l'Orne.
Il meurt d'un infarctus du myocarde le 15 novembre 1997 à Évreux (Eure), à l'âge de 69 ans, et est enterré à Briare (Loiret).

## Évocations
Dans son livre Derrière la zizique, Boris Vian évoque le conteur d'histoires qu'est Jean-Marie Proslier et en cite une, basée sur un jeu de mots.

## Filmographie
- 1955 : 33 tours et puis s'en vont de Henri Champetier - court métrage - Participation
- 1957 : Les Lavandières du Portugal de Pierre Gaspard-Huit
- 1957 : La Cravate, court métrage d'Alejandro Jodorowsky.
- 1958 : Maxime de Henri Verneuil
- 1959 : Soupe au lait de Pierre Chevalier
- 1959 : Match contre la mort de Claude Bernard-Aubert
- 1961 : Loin de Rueil de Claude Barma
- 1962 : Arsène Lupin contre Arsène Lupin d'Édouard Molinaro
- 1962 : Vol dans les plumes de Claude Vernick - court métrage, également coscénariste -
- 1963 : Le Magot de Josefa de Claude Autant-Lara
- 1963 : Du mouron pour les petits oiseaux de Marcel Carné
- 1965 : Le Bonheur conjugal de Jacqueline Audry
- 1968 : Cin...cin...cianuro / Pour une poignée de diamants d'Ernesto Gastaldi
- 1971 : Le Voyageur des siècles (épisode 3 : Le Grain de sable), de Noël-Noël : le tailleur
- 1971 : HPW ou Anatomie d'un faussaire d'Alain Boudet : Crousset
- 1972 : Tout le monde il est beau, tout le monde il est gentil de Jean Yanne : Aurélien Mouzeran
- 1972 : Le Petit Poucet de Michel Boisrond
- 1973 : Le monde était plein de couleurs d'Alain Périsson
- 1973 : Les Volets clos de Jean-Claude Brialy
- 1973 : Ah ! Si mon moine voulait... (ou L'Heptameron) de Claude Pierson
- 1973 : Moi y'en a vouloir des sous de Jean Yanne
- 1974 : Les Charlots en folie : À nous quatre Cardinal ! d'André Hunebelle : l'aubergiste à Calais
- 1974 : La Gueule de l'emploi de Jacques Rouland
- 1974 : Un curé de choc (26 épisodes de 13 minutes) de Philippe Arnal
- 1974 : La Moutarde me monte au nez de Claude Zidi : l'automobiliste homosexuel
- 1974 : En grandes pompes d'André Teissere
- 1975 : Le Jardin qui bascule, de Guy Gilles
- 1977 : La Coccinelle à Monte-Carlo (Herbies goes to Monte Carlo) de Vincent McEveety
- 1977 : Recherche dans l'intérêt des familles de Philippe Arnal, épisode : Sainte Rita (TV)
- 1979 : L'Esprit de famille de Jean-Pierre Blanc
- 1979 : Charles et Lucie de Nelly Kaplan
- 1979 : Au théâtre ce soir : Piège pour un homme seul de Robert Thomas, mise en scène de l'auteur, réalisation Pierre Sabbagh, théâtre Marigny
- 1980 : Au feu le préfet d'Alain Boudet
- 1980 : Le Coq de bruyère de Gabriel Axel
- 1980 : La Peau de chagrin de Michel Favart
- 1981 : Les Enquêtes du commissaire Maigret, Une confidence de Maigret d'Yves Allégret : Me Lenain
- 1981 : Comment draguer toutes les filles de Michel Vocoret
- 1981 : Chanel solitaire de George Kaczender
- 1982 : Le Crime d'amour de Guy Gilles
- 1982 : Au théâtre ce soir : Le Caveau de famille de Pierre Chesnot, mise en scène Francis Joffo, réalisation Pierre Sabbagh, Théâtre Marigny
- 1982 : Les Misérables de Robert Hossein : le sénateur
- 1982 : Le pouvoir d'inertie de Jean-François Delassus
- 1982 : Salut la puce de Richard Balducci
- 1983 : Banzaï de Claude Zidi : le businessman du Concorde
- 1983 : Un bon petit diable de Jean-Claude Brialy
- 1984 : Adam et Ève de Jean Luret : Propro, le valet stylé de la Maldiva (et un temps, le serpent du Jardin d'Eden, « la grosse bébête »)
- 1984 : Le Noël de Mickey (Mickey's christmas carol) de Burny Mattinson - dessin animé, voix dans la version française -
- 1985 : Le Diamant de Salisbury de Christiane Spiero
- 1987 : Nuit docile de Guy Gilles

## Théâtre
- Une demande en mariage de Tchekhov
- 1961 : Loin de Rueil de Maurice Jarre et Roger Pillaudin d'après Raymond Queneau, mise en scène Maurice Jarre et Jean Vilar, TNP Chaillot
- 1964 : Des enfants de cœur de François Campaux, mise en scène Christian-Gérard, théâtre Michel
- 1966 : Ange pur de Gaby Bruyère, mise en scène de Francis Joffo  au théâtre Édouard-VII : Jonathan
- 1969 : La Poulette aux œufs d'or de Robert Thomas, mise en scène de l'auteur, théâtre des Capucines
- 1972 : Gipsy, opérette-tzigane de Francis Lopez, rôle de Brenner directeur de l'hôtel Karlsbad-Palace, mise en scène Edgar Duvivier, théâtre du Châtelet
- 1974 : Les Trois Mousquetaires, opérette-western de Francis Lopez, rôle de Rochefort, mise en scène Francis Lopez, Théâtre du Châtelet
- 1976 : Rêve de valse opérette d'Oscar Straus, adaptation Léon Xanrof et Jules Chancel, mise en scène Alain Beaugé, théâtre Mogador
- 1976 : Manon Lescaut pièce de Guy Dumur et Robert Hossein, mise en scène Robert Hossein, Comédie de Reims : Montaud père.
- 1977 : Pas d'orchidées pour miss Blandish de James Hadley Chase, adaptation Frédéric Dard, mise en scène Robert Hossein, Maison de la Culture Reims, théâtre de la Porte-Saint-Martin
- 1978 : Le Pays du sourire opérette de Franz Lehár, théâtre Mogador
- 1978 : Le Cauchemar de Bella Manningham de Frédéric Dard d'après Patrick Hamilton, mise en scène Robert Hossein, théâtre Marigny
- 1979 : Un clochard dans mon jardin de Jean Barbier, mise en scène Guy Michel, théâtre des Nouveautés

1968-69 Tournées Barret "Jean de la Lune" de Marcel Achard avec Odile Versois, Michel Beaune...
- 1982 : Hamlet de William Shakespeare, mise en scène Jean-Paul Zehnacker, Porte de Champerret
- 1982 : L'Équarrissage pour tous de Boris Vian, théâtre de la Plaine
- 1985 : Jardin sous la pluie d'Alain Laurent, mise en scène Théo Jehanne, Petit Odéon
- 1985 : Les Mystères du confessionnal de Pierre Lamy et Louis Hamon, mise en scène Pierre Lamy, Studio des Mathurins
- 1986 : Les Petits Oiseaux d'Eugène Labiche et Alfred Delacour et Mon Isménie d'Eugène Labiche et Marc-Michel, mise en scène Philippe Rondest, théâtre des Mathurins
- 1992 : Laisse Courir... c'est un fantôme ! de Bruno Druart, mise en scène Didier Long.
- 1994 : La Nuit du crime de Jean Serge, Robert Chazal et Robert Hossein d'après Stève Passeur, mise en scène Robert Hossein, théâtre de Paris

## Publications
Il est l'auteur de plusieurs ouvrages
- Manuel du parfait célibataire, La Table ronde, 1968 [lire en ligne]
- L'Almanach des soupes et de la cuisine bourgeoise, Mengès, 1983  (ISBN 978-2856201817)
- Vieucon et son chien, Paris, Fanval, 1985, prix Alphonse-Allais 1985, prix Gaulois 1985  (ISBN 9782403063578)
- Excusez-moi si je vous demande pardon, Fanval, 1986
- Les Mots de la fin, Milan, 1987
- Le Fils à sa mère, La Table ronde, 1987
- Au bonheur des unes, V&O, 1993
- Les Recettes de papy, Michel Lafon, 1994  (ISBN 2-84098-008-8)
- Textes à lire, textes à dire, 1997  (ISBN 978-2912297020)